# 자주댕기
"자주댕기"는 1968년 공개된 대한민국의 영화이다.

## 배역
- 신영균
- 문희
- 윤일봉
- 최성호
- 이성섭
- 한은진
- 김희준
- 안인숙
- 최인숙
- 최삼
- 강계식
- 장훈
- 추석양
- 이철
- 김칠성
- 성소민
- 김웅
- 송일근
- 이예성
- 임해림
- 나일
- 윤일주
- 최일
- 주상호
- 나정옥
- 지계순
- 김경란
- 김지영